# Proviant-Magazin
Proviant-Magazin, auch Körnermagazin genannt, ist ein großer Gebäudetyp zur Lagerung von Lebensmitteln, der oft Bestandteil von Festungsanlagen und beschusssicher gebaut war. Die Magazine wurden hauptsächlich zur Lagerung von Proviantmaterial für das Militär genutzt. In erster Linie für Getreide, aus diesem Grunde befand sich auch meist in unmittelbarer Nähe oder im Gebäude selbst eine Heeresbäckerei. Die Verwaltung unterlag in Deutschland dem Proviant-Amt, diese Bezeichnung ging auf die Gebäudegruppe selbst über.
Die Magazine wurden bis ins 19. Jahrhundert massiv aus Stein erbaut, die Wände an der schwächsten Stelle noch mindestens einen Meter dick. Selbst die Dachstühle und Decken wurden als steinerne Gewölbe errichtet, um möglichen Artillerie-Bombardements standzuhalten und um die Brandgefahr auszuschließen, die bei Verwendung von Holz entstanden wäre.
Neben diesen eigens errichteten Gebäuden wurden in manchen Festungen auch ältere Bauten, die eigentlich für andere Zwecke errichtet worden waren, als Proviant-Magazin umfunktioniert. Im Rheinland fanden Anfang des 19. Jahrhunderts etwa ehemalige Klöster (die im Zuge der Säkularisation aufgehoben worden waren) so eine neue Verwendung, beispielsweise die Deutschordenskommende Koblenz, die das Proviantmagazin der Festung Koblenz aufnahm. Umgenutzte Bauten entsprachen jedoch nicht den oben genannten Kriterien und wurden daher später oft durch entsprechende Neubauten ersetzt.

## Proviantamt in Berlin

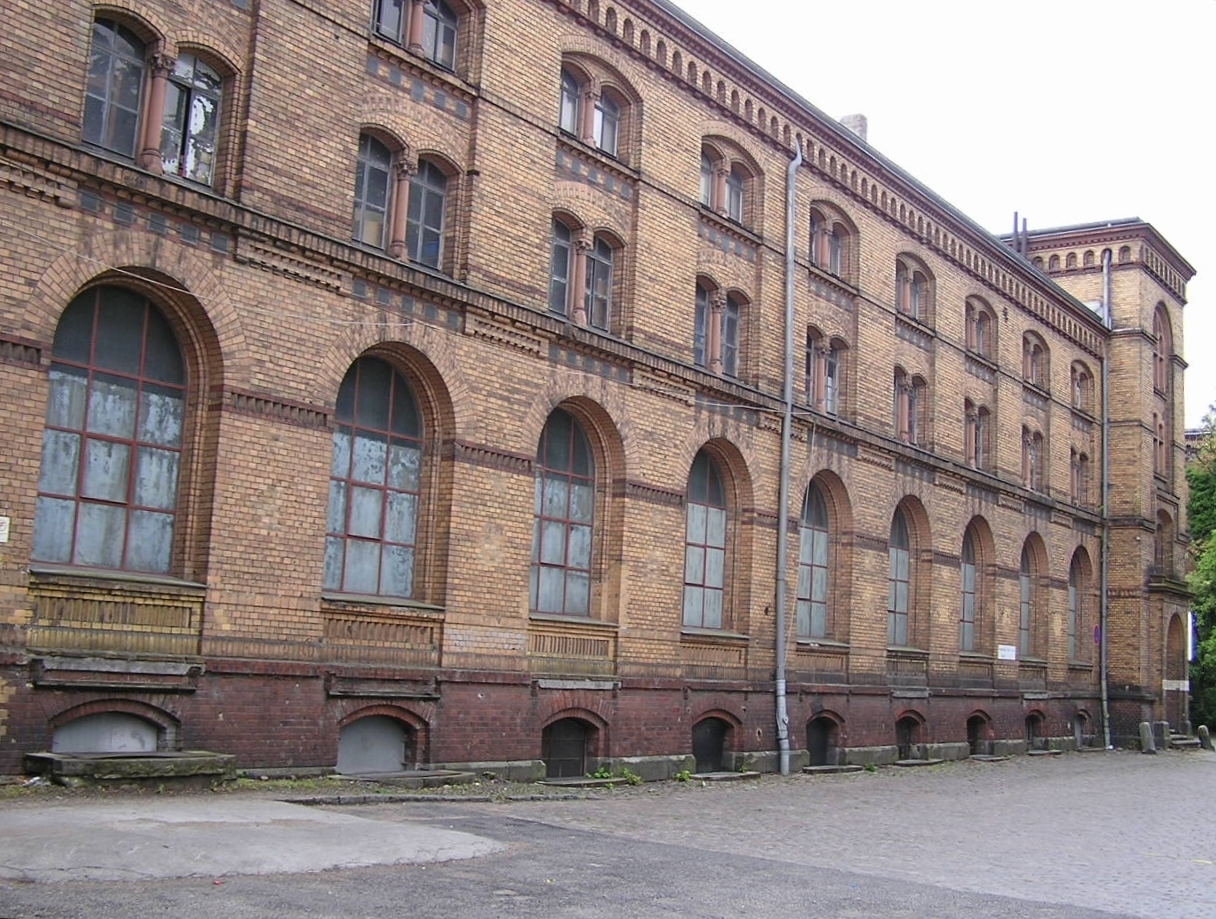
Die Heeresbäckerei Berlin

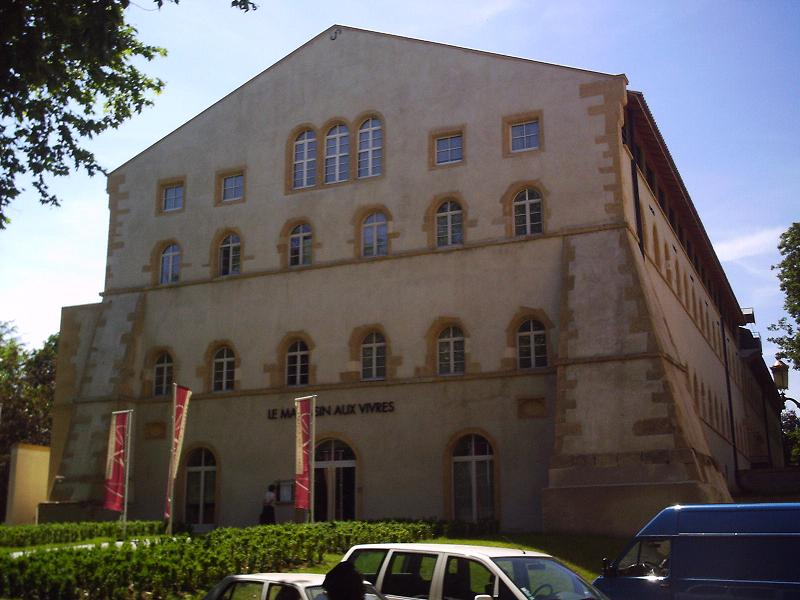
Proviant-Magazin in Metz

Die Heeresbäckerei in Berlin ist Teil des Königlichen Preußischen Proviantamts in der damaligen Luisenstadt, heute Berlin-Kreuzberg. 1805 wurde die Heeresbäckerei auf dem Grundstück nordöstlich der Kreuzung Köpenicker Straße/Brommystraße an der Spree erbaut und war damit gut mit Schiffen, dem damaligen Haupttransportmittel, zu erreichen. Im Jahr 1850 wurde das Berliner Proviantamt mit der Heeresbäckerei an die sogenannte Verbindungsbahn angeschlossen, die eine erste Verbindung zwischen den Berliner Kopfbahnhöfen herstellte. Hierfür musste unmittelbar neben dem Proviantamt eine Brücke über die Spree errichtet werden.
Um 1890 erfolgten umfangreiche Erweiterungen und Baumaßnahmen auf diesem Gelände. Zur Gebäudegruppe des Proviantamts gehörten die Heeresbäckerei mit Speicher (1890–1893), ein großes und ein kleines Beamtenwohnhaus (1889–1891 und 1890–1891), ein Wirtschaftsgebäude (1888–1891) und eine Mühle. Bis auf die Mühle sind diese Gebäude heute noch erhalten und stehen inzwischen unter Denkmalschutz.
Die Heeresbäckerei hat eine repräsentative Fassade, das Sichtmauerwerk ist aus gelblichen Klinkern gebaut, ähnlich dem Greppiner Klinker.  Die umbaute Fläche umfasst insgesamt ca. 9300 m² und ist im Bereich der Heeresbäckerei mit preußischen Kappendecken und gusseisernen Stützen ausgeführt.
Ebenfalls zum Berliner Proviantamt gehörten zwei große, rot verklinkerte Speichergebäude an der Ringbahnstraße in Tempelhof: das Körnermagazin (Schöneberger Straße 14) von 1888 bis 1891 und der Haferspeicher von 1894 bis 1895. Diese Gebäude wurden in den 1920er Jahren von der Reichspost übernommen, die von hier aus mit der Entwicklung des Fernsehens begann. Die Gebäude sind noch heute erhalten und wurden in die Landesdenkmalliste aufgenommen.

## Proviant-Magazin in Mainz

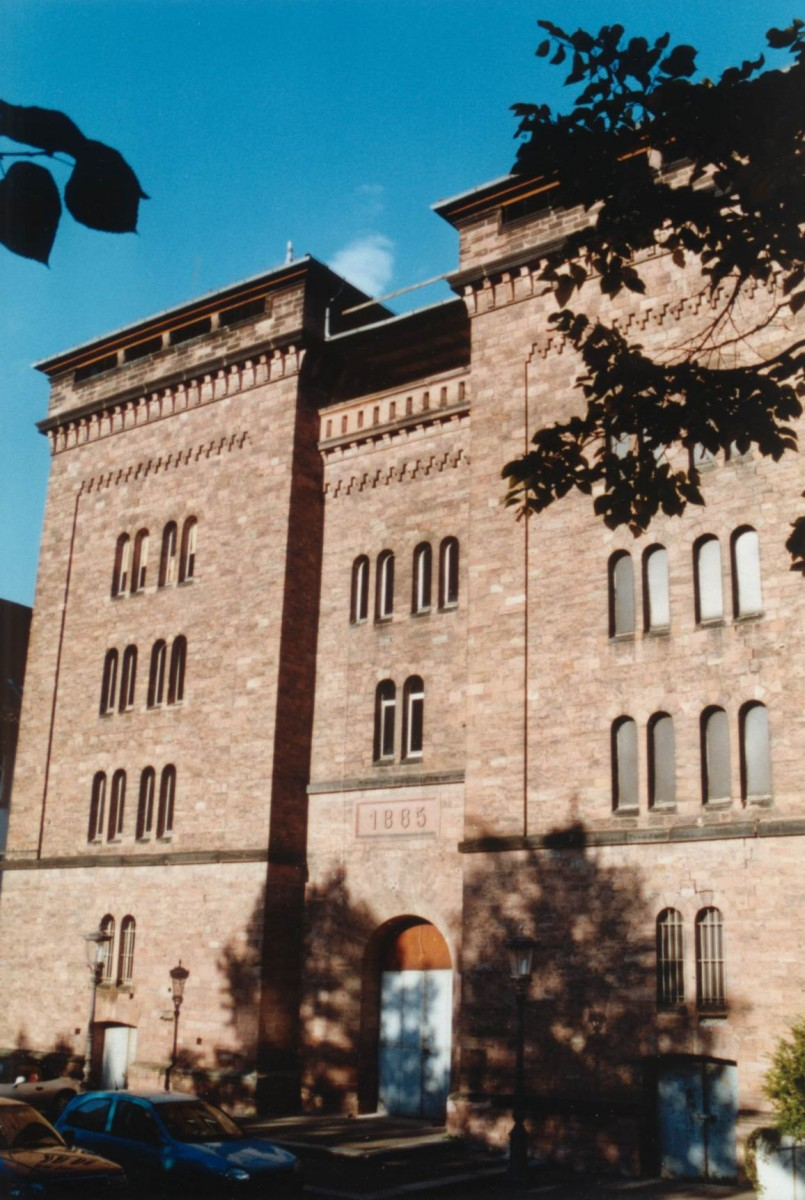
Proviant-Magazin in Mainz

Das Proviantmagazin der Festung Mainz (Lage: 49° 59′ 57″ N, 8° 15′ 54″ O) wurde von 1863 bis 1867, in den Zeiten des Deutschen Bundes, aus Sandstein erbaut und hat sieben Stockwerke. Das Gebäude gehört zu den ganz wenigen historischen Gebäuden, die die Luftangriffe auf Mainz fast unbeschadet überstanden haben.
Nach langem Leerstand wurde das Gebäude 1966 renoviert, und es wurde über neue Nutzungsmöglichkeiten nachgedacht. Seit 2004 entstanden dort durch die Wohnbau Mainz Eigentumswohnungen. Des Weiteren befindet sich heute ein Fastnachtsmuseum und das Deutsche Kabarettarchiv im Proviant-Magazin Mainz.
Neben diesem Proviant-Magazin gibt es auch noch das Neue Proviantamt in der Mainzer Neustadt.

## Proviant-Magazin in Metz
Das Proviant-Magazin in Metz ist der letzte Überrest der Zitadelle der Festung Metz, die um 1556 durch François de Scépeaux, comte de Durtal, zum Schutz der 1552 durch König Henri II annektierten Stadt erbaut wurde. Um 2000 wurde es in ein Luxushotel Hôtel La Citadelle umgewandelt.

## Proviant-Magazin in Minden

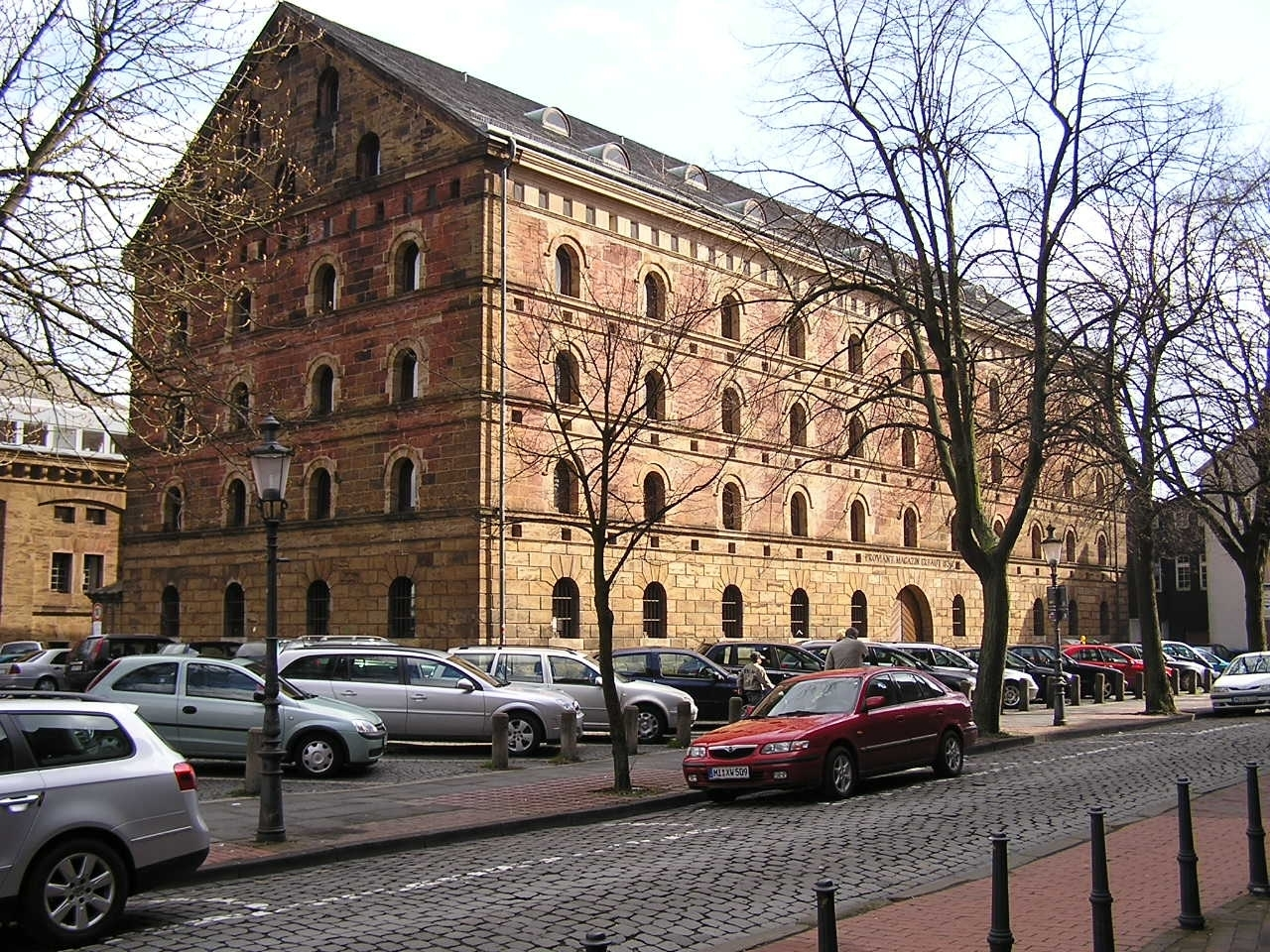
Proviant-Magazin Minden

Das vierstöckige, neoromanische Proviant-Magazin in Minden (von den Mindenern auch Körnermagazin genannt) wurde von 1835 bis 1836 als Teil der Festung Minden erbaut und umfasst 3.360 Quadratmeter. In den letzten Kämpfen um Minden im Zweiten Weltkrieg wurde es von deutschen Truppen angesteckt, als diese das linke Weserufer verließen. Es brannte aus und war 30 Jahre eine Ruine. Seit 1975 beherbergt es eine Schule, das Weser-Kolleg.

## Proviantamt in Potsdam

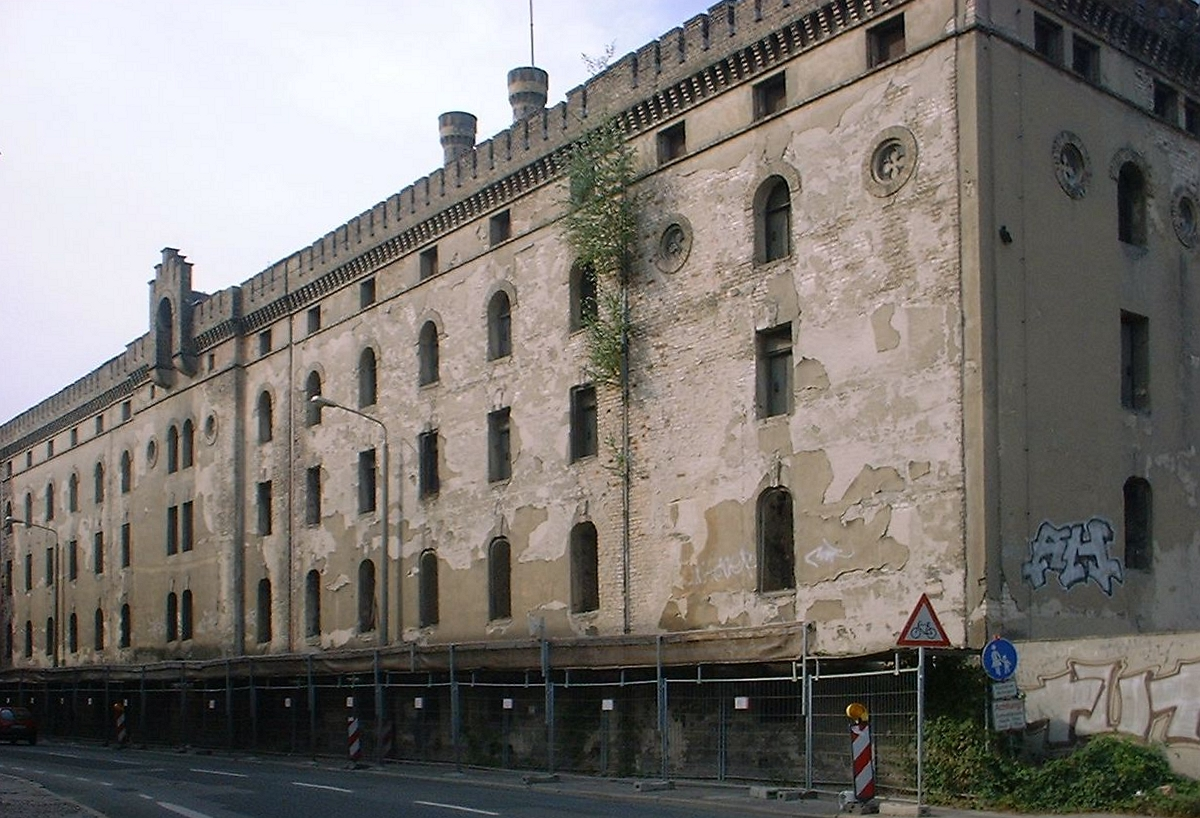
Potsdamer Körnermagazin

Ludwig Persius entwarf 1842/43 das Körnermagazin auf dem Gelände des Proviantamtes (in Potsdam, Leipziger Str. 7/8). Das Gelände ist in der DDR-Zeit vom Mühlenkombinat benutzt worden. 

## Weitere Proviant-Magazine
- Das Proviantmagazin in Stralsund wurde während der schwedischen Eroberung errichtet
- Das Körnermagazin der Festung Rastatt wurde 2001–2002 zu einer Wohnanlage umgebaut.
- Reutlingen: gebaut 1936 – abgerissen Januar 2004[6]
- Das Körnermagazin in Ingolstadt.
- Preußisches Proviant- und Fourageamt Magdeburg